# Lophopoenopsis
Lophopoenopsis es un género de escarabajos longicornios de la tribu Acanthocinini.

## Especies
- Lophopoenopsis albosparsus Monne & Monne, 2007
- Lophopoenopsis itatiaiensis Monné M. L. & Monné M. A., 2012
- Lophopoenopsis singularis Melzer, 1931